# Ukrainer in Rumänien

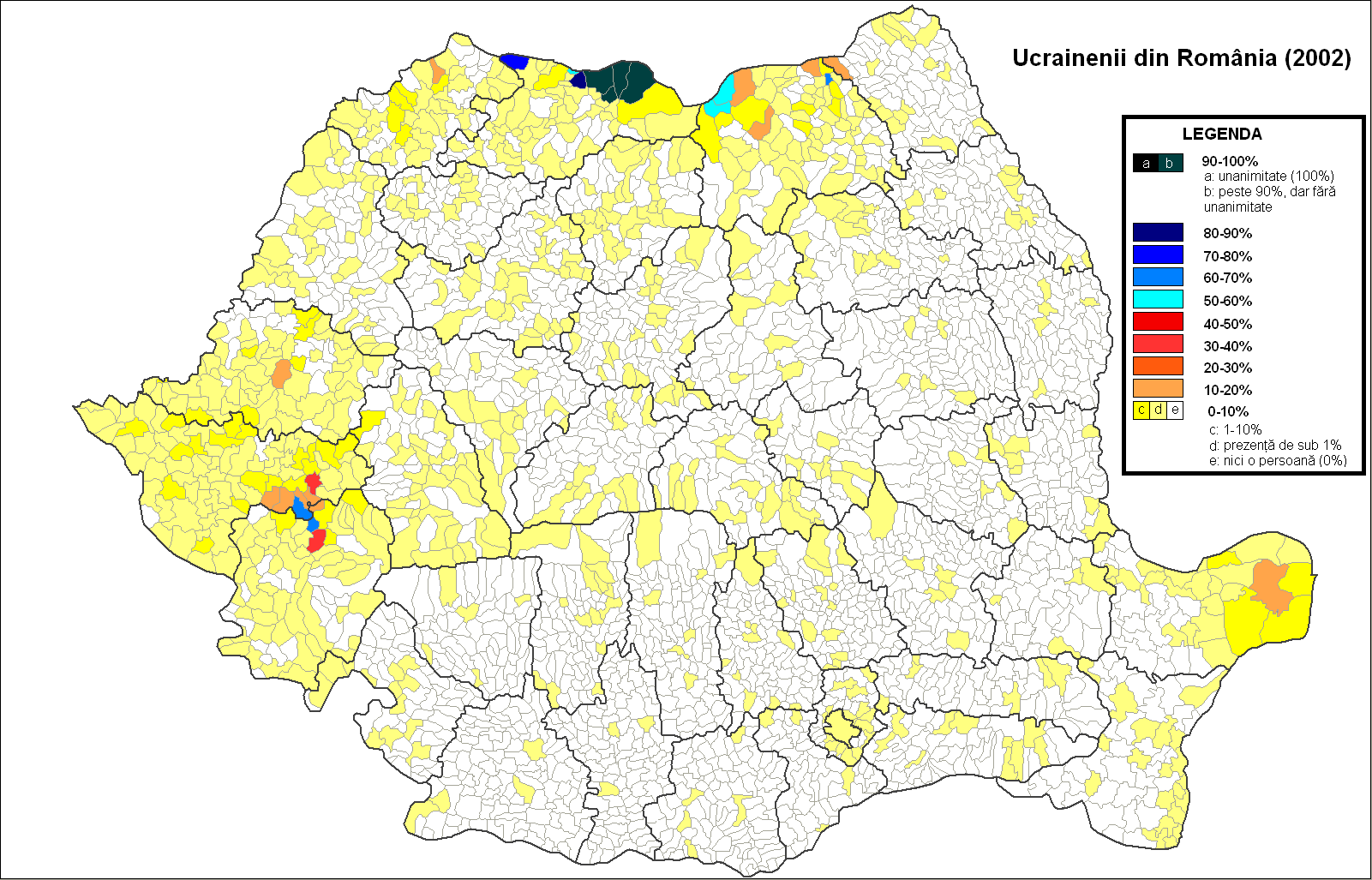
Die Verteilung der Ukrainer in Rumänien (Volkszählung 2002)

Die Ukrainer in Rumänien sind eine Volksgruppe, die bei der Volkszählung 2002 mit etwa 60.000 Personen nach den Ungarn und den Roma sowie (seit 2002) noch vor den Deutschen die drittgrößte nationale Minderheit im Land darstellte; auch 2012 belegen die Ukrainer zahlenmäßig den dritten Rang.

## Begriffsbestimmung
In der Vergangenheit – vor allem zu Zeiten der Habsburgermonarchie – wurden die Ukrainer im deutschsprachigen Raum meist als Ruthenen bezeichnet und von diesen einzelne kleinere, meist in den Karpaten lebende Völker getrennt betrachtet. Heute wird für diese kleinen Völker meist der Sammelbegriff „Russinen“ gebraucht, wobei weiterhin teilweise die Bezeichnungen „Russinen“ und „Ruthenen“ synonym gebraucht werden. Untergruppen der Russinen sind die Lemken, die Bojken, die Huzulen, die Doljanen und die Werchowiner. Diese haben jeweils eine dem Ukrainischen eng verwandte Sprache, teilweise (besonders in der Ukraine) aber eine eigene Identität. In Rumänien werden diese Völker heute in der Regel einheitlich als Ukrainer betrachtet und in Volkszählungen auch als solche aufgeführt.

## Geschichte
In den Donaufürstentümern und im vereinigten Rumänien spielten die Ukrainer zunächst kaum eine Rolle, da deren Siedlungsregionen außerhalb des damaligen Staatsgebietes lagen. Erst mit dem Berliner Kongress 1878 und nach dem Ende des Ersten Weltkrieges erhielt Rumänien Gebiete mit einer bedeutsamen ukrainischen Minderheit.

### Dobrudscha
1775 siedelte sich ein Teil der Saporoger Kosaken im Gebiet des Donaudeltas an, das damals zum Osmanischen Reich gehörte. Nach dem Russisch-Türkischen Krieg (1828–1829) wurde das Delta ein Teil des russischen Zarenreiches und blieb es bis zum Frieden von Paris (1856). Besonders zwischen 1830 und 1840 stieg die Zahl der Ukrainer im osmanisch verbliebenen Teil der Dobrudscha an, die als Flüchtlinge der zaristischen Leibeigenschaft und dem Militärdienst entgehen wollten.
Nach dem Russisch-Osmanischen Krieg 1877/78 bekam Rumänien durch den Berliner Kongress vom Osmanischen Reich weite Teile der Dobrudscha zugesprochen.
Die Angaben über die heutige Anzahl der Ukrainer in der Dobrudscha sind sehr unterschiedlich. Während Vertreter der ukrainischen Minderheit von etwa 30.000 Ukrainern im Kreis Tulcea sprechen, ordneten sich bei der Volkszählung 2002 nur 1.279 Personen dieser Nationalität zu. Davon gaben 764 Ukrainisch als Muttersprache an.

### Banat
Bereits nach der Eroberung des Banats durch Österreich zu Beginn des 18. Jahrhunderts wurden – neben Angehörigen anderer Nationalitäten – auch Ukrainer aus dem Karpatenraum angesiedelt. 1785 emigrierten etwa 8.000 Saporoger Kosaken, die zunächst einige Jahre unter osmanischer Herrschaft in der Dobrudscha und im heutigen Bulgarien gelebt hatten, in das Banat. Bereits 1811/1812 kehrten sie in die Dobrudscha zurück. 1846 lebten im Banat – das auch einige heute zu Serbien und zu Ungarn gehörige Gebiete umfasste – 7.120 Ukrainer.
Zwischen 1908 und 1918 wurden Ukrainer vor allem aus dem gleichfalls zu Österreich gehörenden Galizien als Landarbeiter angesiedelt. Sie lebten teilweise verstreut in den Städten, aber auch in von ihnen gegründeten Ortschaften, in denen sie teilweise bis heute die Mehrheit stellen. Andere Dörfer wurden erst im Verlauf der letzten Jahrzehnte von Ukrainern besiedelt, nachdem sie von auswandernden Deutschen verlassen wurden (z. B. Știuca). Teilweise kommen auch heute noch Ukrainer aus den östlichen und nördlichen Landesteilen in das Banat, weil sie hier bessere wirtschaftliche Perspektiven sahen. Das zum ungarischen Teil der Habsburgermonarchie gehörende Banat kam 1920 im Vertrag von Trianon überwiegend zu Rumänien.
Bei der Volkszählung 2002 bekannten sich in den zum Banat gehörenden Kreisen Timiș, Caraș-Severin und Arad 12.588 Einwohner zur ukrainischen Nationalität; 11.015 bezeichneten Ukrainisch als ihre Muttersprache. Banater Dörfer mit einer ukrainischen Bevölkerungsmehrheit sind Copăcele, Zorile, Sălbăgelu Nou und Cornuțel im Kreis Caraș-Severin, Soca, Pogănești, Știuca, Dragomirești im Kreis Timiș. Davon haben Copăcele und Știuca den Status einer Gemeinde.

### Maramureș
Die Maramureș war seit dem 11. Jahrhundert von Ukrainern bewohnt; seit dem Mongoleneinfall 1241 war ein verstärkter Zuzug zu verzeichnen. Etwa gleichzeitig wanderten auch immer mehr Rumänen in die Maramureș ein, wobei das nördlich der Theiß liegende Gebiet überwiegend von Ukrainern, das südliche meist von Rumänen bewohnt wurde. Zudem lebten auch andere Nationalitäten in der Maramureș, vor allem Ungarn, Deutsche und Juden.
Über mehrere Jahrhunderte gehörte die Maramureș zum Königreich Ungarn, zum Fürstentum Siebenbürgen zu Österreich bzw. zu Österreich-Ungarn. Nach dem vom Habsburgerreich verlorenen Ersten Weltkrieg wurde der Norden des Komitats Máramaros (Maramureș) 1920 als Teil der Karpatenukraine tschechoslowakisches Staatsgebiet. Aber auch in den Gebieten südlich der Theiß – die im Vertrag von Trianon Rumänien zugesprochen wurden – gab es einzelne ukrainisch dominierte Ortschaften.
Im September 1940 musste Rumänien im Ergebnis des Zweiten Wiener Schiedsspruches unter anderem ihren Teil der Maramuresch wieder an Ungarn abtreten, so dass die dort wohnenden Ukrainer bis 1945 außerhalb des rumänischen Staatsgebietes lebten. 1944 besetzten vorrückende Truppen der Roten Armee das Gebiet (siege Ostkarpatische Operation).
2002 bezeichneten sich im Kreis Maramureș 34.027 Personen als Ukrainer, 33.506 benannten Ukrainisch als ihre Muttersprache. Damit betrug der Anteil der Ukrainer an der Gesamtbevölkerung des Kreises 6,7 %; die Maramureș ist seit Ende des Zweiten Weltkrieges das Gebiet mit der höchsten Anzahl an Ukrainern in Rumänien.
Ukrainer stellten 2002 die Mehrheit in den Gemeinden Remeți, Bistra (mit den Dörfern Bistra, Crasna Vișeului und Valea Vișeului), Bocicoiu Mare (mit den Dörfern Bocicoiu Mare, Crăciunești und Lunca la Tisa), Poienile de sub Munte, Repedea, Rona de Sus und Ruscova.

### Bukowina
Die Besiedlungsgeschichte der Bukowina ist zwischen rumänischen und ukrainischen Historikern umstritten. Nach Auffassung ukrainischer Forscher leben die Ukrainer in ununterbrochener Kontinuität als Nachfolger der im 4. Jahrhundert eingewanderten Slawen in der Region. Ein verstärkter Zuzug von Rumänen setzte vermutlich seit dem 13./14. Jahrhundert ein.
Die Bukowina war ursprünglich ein Teil des Fürstentums Moldau und kam 1775 zu Österreich. Zu dieser Zeit war die Bukowina dünn besiedelt. Manche Quellen schätzen 50.000 Rumänen und 20.000 Ukrainer (= „Ruthenen“). geschätzt. Andere Quellen nennen für das Jahr 1774 ungefähr 64.000 (85 %) Rumänen und 8.000 (10 %) Ukrainer sowie 3.000 (4 %) andere Volkszugehörige. Eine Reihe von Privilegien (Rekrutierungsfreiheit für 50 Jahre, planmäßige Kolonisation) führten zur Einwanderung von Ukrainern aus der Maramureș und Galizien, sowie von Juden, Deutschen und Polen. 1786 wurden 91.823 (67,8 %) Rumänen, 31.671 (23,4 %) Ukrainer und 12.000 (8,8 %) andere Volkszugehörige gezählt. Schon 1880 lebten in der Bukowina knapp 572.000 Menschen. Davon waren etwa 42 % Ukrainer und 33 % Rumänen. Die Bukowina war insbesondere in ihrem nördlichen und westlichen Teil von Ukrainern bewohnt, während im Süden und Osten Rumänen dominierten. In den darauffolgenden Jahren nahm die Zuwanderung von Ukrainern aus Galizien ab und eine geringe Zuwanderung von Rumänen aus Siebenbürgen führte zu einem leichten Anstieg des Anteils der Rumänen. Bei der letzten österreichischen Volkszählung aus 1910 wurden 273.254 (34,1 %) Rumänen und 305.101 (38,4 %) Ukrainer gezählt.
Noch zu Zeiten der Habsburger Herrschaft begannen zwischen beiden Volksgruppen Auseinandersetzungen, bei denen es um die Zuteilung öffentlicher Gelder, die Zulassungszahlen zu Universitäten oder um die Repräsentation in örtlichen Selbstverwaltungsorganen ging.
Der Vertrag von Saint-Germain legte 1919 die Zugehörigkeit zu Rumänien fest. Bereits in der Übergangszeit kurz nach dem Ersten Weltkrieg begann die rumänische Regierung eine forcierte Rumänisierung. Grundlage war rumänischerseits die Auffassung, dass die Bukowina ein ursprünglich rumänisches Land gewesen und die Ansiedlung anderer Völker unter österreichischer Herrschaft unrechtmäßig gewesen sei. Die Tätigkeit ukrainischer Vereine wurde überwacht und eingeschränkt, Ladenbesitzer auch in rein ukrainischen Dörfern gezwungen, ihre Geschäfte rumänisch zu beschriften. Andere Maßnahmen waren eine Bodenreform, die die ethnischen Rumänen bevorzugte, die Ansiedlung rumänischer Kolonisten und der Abbau von Bildungseinrichtungen von Nichtrumänen. Die Auswirkungen der Rumänisierung trafen die Ukrainer härter als andere Minderheiten (Deutsche, Ungarn, Juden), weil sie im Gegensatz zu letzteren nicht auf die Hilfe einer entsprechenden Regierung oder einer einflussreichen ausländischen Organisation zurückgreifen konnten. In den 1930er Jahren verstärkten sich innerhalb der Ukrainer irredentistische Bestrebungen.
Im Juni 1940 – wenige Monate nach Abschluss des Hitler-Stalin-Paktes – forderte die Sowjetunion von Rumänien ultimativ die Übergabe der Nordbukowina und von Bessarabien. Außenpolitisch isoliert, sah sich Rumänien zur Annahme des Ultimatums gezwungen. Die sowjetischen Behörden begannen, rumänische Einwohner der Nordbukowina – besonders Amtsträger – zu deportieren. Es wurden auch Massaker gegen rumänische Zivilisten ausgeübt, die versuchten, nach Rumänien zu fliehen (z. B. am 1. April 1941 in Fântâna Albă). Nach dem Überfall auf die Sowjetunion am 22. Juni 1941, an dem sich Rumänien an der Seite Hitlerdeutschlands beteiligte, wurde die Nordbukowina wieder ein Teil Rumäniens. Der rumänische Militärdiktator Ion Antonescu beabsichtigte, ab 1943 die Ukrainer aus dem gesamten Staatsgebiet, also auch aus der Bukowina, zu vertreiben. Wegen der sich ungünstiger entwickelnden militärischen Lage kam es dazu nicht mehr. 1944 flohen zahlreiche Rumänen aus der Bukowina, bevor die sowjetische Armee das Gebiet erneut besetzte.
Nach dem Zweiten Weltkrieg, der erneuten politischen Teilung und den damit verbundenen Flüchtlingsströmen war die Bukowina auch ethnisch im Wesentlichen zweigeteilt; nur noch eine vergleichsweise kleine ukrainische Minderheit lebt seitdem weiterhin auf rumänischem Territorium.
2002 gaben im Kreis Suceava, der in etwa dem Süden der Bukowina entspricht, 8.514 Einwohner ukrainisch als Nationalität und 8.497 als Muttersprache an. Drei Gemeinden (Bălcăuți mit dem Dorf Negostina, Izvoarele Sucevei und Ulma) verzeichneten eine ukrainische Mehrheit.

### Bessarabien
Bessarabien als östlicher Teil des historischen Fürstentums Moldau war nach Ende des Ersten Weltkrieges von Russland bzw. der Sowjetunion zu Rumänien gekommen. Hier lebten etwa 300.000 Ukrainer neben einer rumänischen Bevölkerungsmehrheit, Russen und Angehörigen zahlreicher anderer Nationen. Die Entwicklung bis zum Ende des Zweiten Weltkrieges verlief hier weitgehend identisch mit der Nordbukowina; die Ukrainer waren auch hier recht massiven Rumänisierungsbestrebungen ausgesetzt. Im Juni 1940 besetzten sowjetische Truppen Bessarabien, mussten es jedoch schon ein Jahr später – nach Eintritt Rumäniens in den Krieg auf der Seite Deutschlands – wieder räumen. 1944/1945 wurde Bessarabien wieder in die Sowjetunion eingegliedert, wobei an der Ost- und Südseite – d. h. an der Grenze zur Ukraine – einige territoriale Korrekturen vorgenommen wurden. Den Kern Bessarabiens bildet heute die Republik Moldau.

## Rumänien als Besatzungsmacht in der Ukraine während des Zweiten Weltkrieges
Während des Zweiten Weltkrieges besetzten rumänische Truppen einen Teil der Ukraine und verübten dort zahlreiche Kriegsverbrechen, die in der rumänischen Öffentlichkeit bis heute kaum aufgearbeitet sind.
Nach dem Vormarsch rumänischer und deutscher Truppen im Sommer 1941 wurde dem rumänischen Militär eine Region östlich des Dnister zur Verwaltung übergeben und in Rumänien Transnistria (Transnistrien) genannt. Dieses Gebiet war deutlich größer als die heutige politisch-territoriale Einheit Transnistrien. In Transnistrien – also auf ukrainischem Territorium – errichteten die rumänischen Behörden mehrere große Lager, in die vor allem Juden aus Bessarabien und der Bukowina, aber auch zahlreiche Roma gebracht wurden. Nach Einschätzung der Wiesel-Kommission kamen unter rumänischer Verantwortung knapp 300.000 Juden und 11.000 Roma um; die meisten davon in Transnistrien. Ein bedeutender Teil der ermordeten Juden stammte nicht aus Rumänien, sondern aus den von Rumänen besetzten Gebieten der Ukraine. In der Stadt Odessa wurden im Oktober/November 1941 bei einem großen Pogrom etwa 25.000 Juden ermordet.
Die Ukrainer in den besetzten Gebieten wurden anfangs von rumänischen Soldaten ebenfalls physisch verfolgt; die SS verhinderte jedoch ausgedehntere Übergriffe, weil sie Ukrainer als antisowjetische Partisanen zu gebrauchen gedachten. Rumänische Truppen plünderten die besetzten Gebiete der Ukraine systematisch aus. Ein Teil der Ukrainer – insbesondere der orthodoxen Glaubens – wurde von den rumänischen Behörden als „ukrainisierte Rumänen“ angesehen und sollte im weiteren Verlauf assimiliert werden. Dazu kam es wegen der bald folgenden militärischen Rückschläge nicht mehr.

## Heutige Situation
Die ukrainische Minderheit verfügt seit dem Sturz Nicolae Ceaușescus im Dezember 1989 über bessere Möglichkeiten insbesondere in der Bildungspolitik. In vorwiegend von ukrainischen Einwohnern bewohnten Ortschaften gibt es Schulen, die in ukrainischer Sprache Unterricht erteilen. In Sighetu Marmației existiert ein ukrainisches Gymnasium.
Die politische Vertretung der Ukrainer ist die „Union der Ukrainer in Rumänien“ (ukr. Союз українців Румунії/Sojus ukrainziw Rumunii, rum. Uniunea Ucrainenilor din România). Sie erreichte bei den Parlamentswahlen 2008 nur 9.338 Stimmen (Anteil 0,13 %), ist nach dem rumänischen Wahlrecht, das die Hürden für den Einzug von Minderheiten ins Parlament sehr niedrig festlegt, jedoch mit einem Vertreter in der Abgeordnetenkammer vertreten.

## Bedeutende Ukrainer aus Rumänien
- Eusebius Mandyczewski (1857–1929), Komponist und Musikwissenschaftler
- Emil Bodnăraș (1904–1976), Funktionär der Rumänischen Kommunistischen Partei
- Anna Lesko (* 1979), Sängerin